# Hsen Hsu Hu
Hsen Hsu Hu (Pekín, 24 de mayo de 1894 - 16 de julio de 1968), fue un botánico, pteridólogo, y algólogo chino.

## Biografía
Hsen Hsu Hu fue un científico de influencia en su época. Fundador de la moderna taxonomía en China, su carrera así como su influencia científica nunca ha sido totalmente difundida fuera de China. Una de sus contribuciones más notables fue la primera descripción para la ciencia de la Metasequoia glyptostroboides, fósil viviente de árbol descubierto en China en la década de 1940.
Hsen Hsu Hu era director del Instituto Conmemorativo Fan de Biología en Pekín cuando recibió unas ramas recolectadas en Mourao, Wan Xian, provincia de Sichuan (posteriormente administrada por Lichuan, provincia de Hubei), que le mandó el colector y botánico C. Wang.

## Obras
Es el autor de:
- Con Ren Chang Ching (1898-1986), Icones filicum sinicarum 1930.
- Con Woon Young Chun (1890-1971), Icones plantarum sinicarum 1927-1937.
- Silva of China: A description of the trees which grow naturally in China. Volume... 1948.

- La abreviatura «Hu» se emplea para indicar a Hsen Hsu Hu como autoridad en la descripción y clasificación científica de los vegetales.[1]